# Franklin (Wisconsin)
Franklin é uma cidade localizada no estado norte-americano do Wisconsin, no Condado de Milwaukee.

## Demografia
Segundo o censo norte-americano de 2000, a sua população era de 29.494 habitantes.
Em 2006, foi estimada uma população de 33.812, um aumento de 4318 (14.6%).

## Geografia
De acordo com o United States Census Bureau tem uma área de 89,9 km², dos quais 89,7 km² cobertos por terra e 0,2 km² cobertos por água.

## Localidades na vizinhança
O diagrama seguinte representa as localidades num raio de 12 km ao redor de Franklin.